# Жил певчий дрозд
«Жил пе́вчий дрозд» (груз. იყო შაშვი მგალობელი) — художественный фильм, снятый на киностудии «Грузия-фильм» в 1970 году.

## История появления сценария
Отар Иоселиани вспоминал:
Однажды мы сидели у кого-то из моих друзей, говорили о том о сём, и вдруг кто-то неожиданно вспомнил о своём знакомом, довольно молодом человеке, который случайно и как-то уж очень рано погиб. Может быть, тогда, в тот вечер, произошло во мне какое-то замыкание: горестные сентенции моих приятелей о безвременно ушедшем из жизни человеке, не успевшем реализовать себя как личность, наложились на мои собственные жизненные впечатления, давно меня волновавшие. Все это как-то вдруг неожиданным образом сплелось, связалось и, вероятно, дало тот самый толчок, в результате которого начал постепенно оформляться замысел будущего фильма.
На кинематографическом семинаре в Болшево Отар Иоселиани рассказал о возможном сюжете сценаристам Семёну Лунгину и Илье Нусинову. Главным героем был молодой человек, который считает дела других людей куда важнее, нежели его собственные. Втроем начали рассуждать, а кто бы он мог быть по профессии. Так родилось призвание главного героя - музыкант. Затем вспомнили, что многие композиторы и дирижеры начинали как литавристы в оркестрах. Место действия - оперный театр. Удар или дробь следуют в начале увертюры, и после длительной паузы, во время которой музыкант фактически свободен, ещё несколько ударов в конце действия. Главный герой успевает выскользнуть из оркестровой ямы, рвануть куда-то на минутку по важному делу... и потом примчаться в последний момент, чтобы вовремя ударить в литавры... У главного героя есть дар, он будущий композитор. В его душе уже зреют замечательные мелодии. Но вечная суета всё время мешает перенести их на бумагу.
Нусинов и Лунгин написали либретто. Сценарий подготовили грузинские сценаристы  Д. Эристави, О. Мехришвили, Ш. Какичашвили при участии режиссера. Иоселиани предложил в качестве названия строчку из старинной грузинской народной песни.

## Сюжет
Герой фильма музыкант Гия (Гела Канделаки) проживает короткую «птичью» жизнь в бесконечной суете. Его ждёт дома чистый лист нотной бумаги, он хочет сочинять музыку, но вначале ему необходимо успеть на встречу с приятелями, на свидание, заскочить к подруге мамы на день рождения и, наконец, на концерт — ударить в литавры в финале симфонии. Торопясь и опаздывая, он опять спешит куда-то…

## В ролях
| Актёр           | Роль                   |
| --------------- | ---------------------- |
| Гела Канделаки  | Гия Агладзе, литаврист |
| Гига Чхеидзе    | Эпизод                 |
| Джансуг Кахидзе | дирижёр                |
| Дея Иванидзе    | Эпизод                 |
| Роберт Стуруа   | Сосо                   |
| Ирина Джандиери | Лия, балерина          |

Сценарий: О. Иоселиани, Д. Эристави, О. Мехришвили, И. Нусинов, Ш. Какичашвили, С. Лунгин.